# A.J.S. 31
Die A.J.S. 31 ist ein Motorrad des britischen Herstellers Associated Motor Cycles (AMC).

## Entwicklung

### Modell 31
Die A.J.S. 31 ist die Weiterentwicklung eines seit 1949 gebauten Viertakt-Paralleltwins mit 500 cm³. Um den Absatz in den Vereinigten Staaten zu sichern, erschien 1956 eine auf 600 cm³ aufgebohrte Version. Da eine 650-cm³-Maschine gewünscht wurde, entschloss sich AMC, einen Motor mit einer neuen Kurbelwelle zu konstruieren. Das Motorrad erschien im Modelljahr 1959 unter der Bezeichnung A.J.S. 31. Das gleichfalls zum Konzern gehörende Unternehmen Matchless brachte das Modell als G 12 heraus. 
Das Modell 31 hatte eine Verdichtung von 7,5 : 1 und eine Wechselstromanlage samt Zündverteiler.

### Modell 31 De Luxe
Das Motorrad hatte Magnetzündung und manuelle Zündverstellung sowie eine Steckachse im Hinterrad und zeichnete sich durch mehr Zierrat aus.

### Modell 31 CS
Die Maschine war für den Geländesport gedacht und wurde mit Stollenreifen geliefert. Außerdem hatte sie eine höhere Verdichtung und war leichter.

### Modell CSR
Das Modell entsprach der 31 CS, war aber für die Straße ausgelegt, mit entsprechend anderer Bereifung. Das Motorrad erreichte eine Spitzengeschwindigkeit von 177 km/h. Nachteilig waren starke Vibrationen, die sich über den gesamten Drehzahlbereich erstreckten.
Durch den großen Hub und die schweren Kolben neigten alle Modelle zu Kurbelwellenbrüchen.

## Technische Daten
| Kenngröße             | Daten der A.J.S. 31 De Luxe                                                                  |
| --------------------- | -------------------------------------------------------------------------------------------- |
| Hubraum               | 646 cm³                                                                                      |
| Bohrung × Hub         | 72 × 79,3 mm                                                                                 |
| Leistung              | 40 PS bei 6000/min                                                                           |
| Verdichtung           | 7,5 : 1 (wahlweise 8,5 : 1)                                                                  |
| Vergaser              | ein Amal Typ 389, Durchlass 28,5 mm                                                          |
| Zündung               | Magnetzündung                                                                                |
| Schmierung            | Trockensumpfschmierung                                                                       |
| Fahrwerk              | gemuffter Einrohrrahmen mit doppeltem Unterzug, vorn Teleskopgabel, hinten Federbeinschwinge |
| Bremse                | Trommelbremse vorn und hinten                                                                |
| Reifen                | von 3,25 S 19 TT, hinten 3,50 S 19 TT                                                        |
| Leergewicht           | 195 kg                                                                                       |
| Verbrauch             | 5 l pro 100 km                                                                               |
| Höchstgeschwindigkeit | 155 km/h                                                                                     |